# Sabaya
Sabaya és una pel·lícula documental sueca del 2021, dirigida, rodada i muntada per Hogir Hirori. Segueix un grup de persones que arrisquen les seves vides per salvar esclaves sexuals detingudes per ISIS a al-Hol. S'ha subtitulat al català.
Es va exhibir per primer cop al Festival de Cinema de Sundance el 30 de gener de 2021. Poc després, MTV Documentary Films va adquirir els drets de distribució de la pel·lícula als Estats Units. També es va projectar al Festival Internacional de Cinema Documental de Copenhaguen el 22 d'abril de 2021. La pel·lícula ha estat guardonada com a millor llargmetratge documental per a la 14a edició dels Asia Pacific Screen Awards el 2021.